# Municipio de Huiramba
Huiramba es uno de los 113 municipios en que se constituye el estado mexicano de Michoacán de Ocampo,  ubicado en el centro-norte del estado. Su cabecera municipal es la localidad homónima.

## Toponimia
La palabra Huiramba significa ‘lugar donde hay una piedra laja grande’.

## Historia
Durante el año de 1459 los pobladores del municipio se sometieron voluntariamente al señorío purépecha.
En el siglo XVI, tras de haber sido dominado por la provincia de Michoacán, el pueblo de Huiramba fue evangelizado por orden religiosa de los agustinos, quienes organizaron a la población en una doctrina y edificaron su templo. Antes de ocupar esta categoría fue parte del municipio de Acuitzio y anteriormente de Tiripetío (en 1831).
El municipio fue creado por decreto el 28 de julio de 1950. Las poblaciones que lo conforman pertenecían a los municipios de Acuitzio y Pátzcuaro.

### Origen
En algunas comunidades del municipio, en especial El Sobrado y el pueblo de Huiramba, se han hallado manufacturas de estilo prehispánico que indican un origen anterior a la colonización española. Incluso en La relación de Michoacán (siglo XVI) se hace referencia a la pre-existencia de la comunidad de Quirínguaro.

### Época colonial
Es probable que los agustinos asentados en Tiripetío hayan sido los encargados de la catequización de al menos la población de lo que fue la actual cabecera municipal.

### SigloXIX
Casi todas las localidades que actualmente conforman este municipio en el año de 1855 se agruparon en la nueva parroquia de Jesús Huiramba que se escindió de la parroquia de San Juan Tiripetío.

## Geografía

### Territorio
Es uno de los municipios de Michoacán más pequeños. Con una extensión de 79.34 km², que representa el 0.13 % del territorio del estado, es considerado el centésimo noveno (109) municipio más extenso.

### Localización
Se encuentra entre los 19°28′ y 19°35′ de latitud norte y entre los 101°24′ y 101°32′ longitud oeste. La altitud del territorio va de los 2100 a los 2700 metros sobre el nivel del mar.

### Límites
Colinda con el municipio de Lagunillas al noreste, con el municipio de Morelia al sureste, con el municipio de Pátzcuaro de sur a oeste y con el municipio de Tzintzuntzan al noroeste.

### Hidrografía
El municipio se localiza en la región hidrológica Lerma-Santiago. Existen en su territorio tres riachuelos llamados Tupátaro, El pedregal y Canacucho. Una porción del municipio está en la cuenca del lago de Pátzcuaro.

### Orografía
El 100% del territorio se encuentra en el Eje Neovolcánico, específicamente en la subprovincia Neovolcánica Tarasca.

### Clima
Templado subhúmedo con lluvias en verano, con un rango de precipitación entre los 800 y 1200 mm.

## Demografía
Según el último censo de 2020, el municipio contaba con 9015 habitantes (48.2 % hombres y 51.8  % mujeres), 1090 más de los que se registraron que había en 2010 (7925), lo que representa un crecimiento del 13.8 %.

### Localidades
En el censo de 2020 el municipio de Huirimba contaba con 19 localidades.
| Código INEGI    | Localidad             | Población (2020) |
| --------------- | --------------------- | ---------------- |
| 160390001       | Huiramba              | 3 251            |
| 160390005       | El Pedregal           | 1 369            |
| 160390009       | El Sobrado            | 1 309            |
| 160390011       | Tupátaro              | 726              |
| 160390010       | Las Tablas            | 641              |
| 160390015       | El Sauz               | 343              |
| 160390002       | El Carmen             | 323              |
| 160390007       | San Simón Quirínguaro | 295              |
| 160390013       | La Reunión            | 187              |
| 160390017       | La Presa              | 113              |
| 160390004       | La Nopalerita         | 100              |
| 160390016       | Los Cerritos          | 96               |
| 160390006       | La Providencia        | 83               |
| 160390012       | Las Trojes            | 78               |
| 160390003       | Joya Chica            | 34               |
| 160390022       | Xorhio                | 34               |
| 160390008       | El Refugio            | 20               |
| 160390019       | El Plan               | 8                |
| 160390014       | San José              | 5                |
| Total municipal | Total municipal       | 9 015            |

## Cultura

### Patrimonio
La capilla de Santiago Apóstol en la comunidad de Tupátaro, obra colonial que posee un artesonado polícromo y un retablo barroco, entre otras peculiaridades.

### Fiestas
- Tercer fin de semana de enero (en la cabecera municipal): Niño Jesús de Huiramba. Se realiza una procesión religiosa, mañanitas, misas, danzas, encuentros deportivos, feria, bailes y jaripeos.

- Lunes y martes anteriores al «miércoles de ceniza» (Tupátaro): Carnaval, feria, bailes y jaripeos.

- 24 de mayo (Quirínguaro): María auxiliadora.

- 16 de julio (El Carmen): La virgen del Carmen. Procesión religiosa, misas, feria, bailes y jaripeos.

- 9 de octubre (cabecera municipal): Aniversario de la creación del municipio. Desfile, actos cívicos y artísticos, encuentros deportivos, feria, bailes y jaripeos.

- 12 de diciembre (Las Tablas y la cabecera municipal): Virgen de Guadalupe. Procesiones religiosas, misas, feria, bailes y jaripeos.
- 8 de diciembre (el pedregal): la Virgen de la Salud, misas, feria, bailes y jaripeos

## Política

#### Listado de presidentes de Huiramba:[14]
- Marcelino Ramírez A. (1950)
- Inocencio Segura (1950)
- Jesús Pastrana Gálvez (1951)
- Primo Ramírez Rosas (1952)
- Rosario Rojas R. (1954)
- Roberto Pineda Alejandre (1955
- Ricardo Cerna Ramírez (1956)
- Martín Lara Ramírez (1957)
- Gil Ramírez Huape (1960)
- J. Isabel García Montañez (1961)
- Manuel Rojas Segura (1962-1964)
- Mateo Ramírez Barrera (1965-1967)
- Ignacio Pineda Barrera (1968)
- Crisoforo Ramírez Barrera (1969)
- Pascual Reyes Piñón (1974)
- Pánfilo Escobedo Herrera (1977)
- Rubén Guillén Aguilar (1978-1980)
- Roberto Lara Pérez (1981-1983)
- Santiago Reyes Aguirre (1984-1986)
- José Rodríguez Bolaños (1987-1989)
- Adrián Chávez Solórzano (1990-1992)
- Bernardo Gutiérrez (1993-1995)
- Profr. Daniel Rangel Piñón (1996-1998)
- Bulmaro Ramírez Ramírez (1999-2001)
- Gonzalo Piñón Fuerte (2002-2004)
- José Ignacio Cerna Calderón (2005-2007)
- Josue Gerardo Fuentes Gutiérrez (2008-2011)
- Cervando García Solorzano (2012-2015)
- José Humberto García Domínguez (2015-2018)
- Alejandro García Serna (2018-2021)